# Município de Elk (condado de Watauga, Carolina do Norte)
O município de Elk (em inglês: Elk Township) é um localização localizado no  condado de Watauga no estado estadounidense da Carolina do Norte. No ano 2010 tinha uma população de 638 habitantes.

## Geografia
O município de Elk encontra-se localizado nas coordenadas 36° 11′ 29,46″ N, 81° 31′ 41,37″ O.